# Roger Stanislaus
Roger Stanislaus (* 2. November 1968 in Hammersmith) ist ein ehemaliger englischer Fußballspieler. Der Verteidiger spielte zuletzt bei Peterborough United.
Er begann seine Karriere beim FC Arsenal, wo er aber nicht zum Einsatz kam. 1987 wechselte er zum FC Brentford in die Third Division, der dritthöchsten englischen Liga. 1990 ging er zum FC Bury, wo er fünf Jahre unter Vertrag stand. Am Ende der Saison 1993/94 wurde er in das PFA Team of the Year gewählt. 1995 wechselte er zu Leyton Orient. Dort wurde er im Februar 1996 für ein Jahr gesperrt, nachdem ein Dopingtest von ihm positiv auf Kokain war. Im Sommer ging er zu Peterborough, wo er ein Jahr später seine Karriere beendete.